# Peter Brötzmann

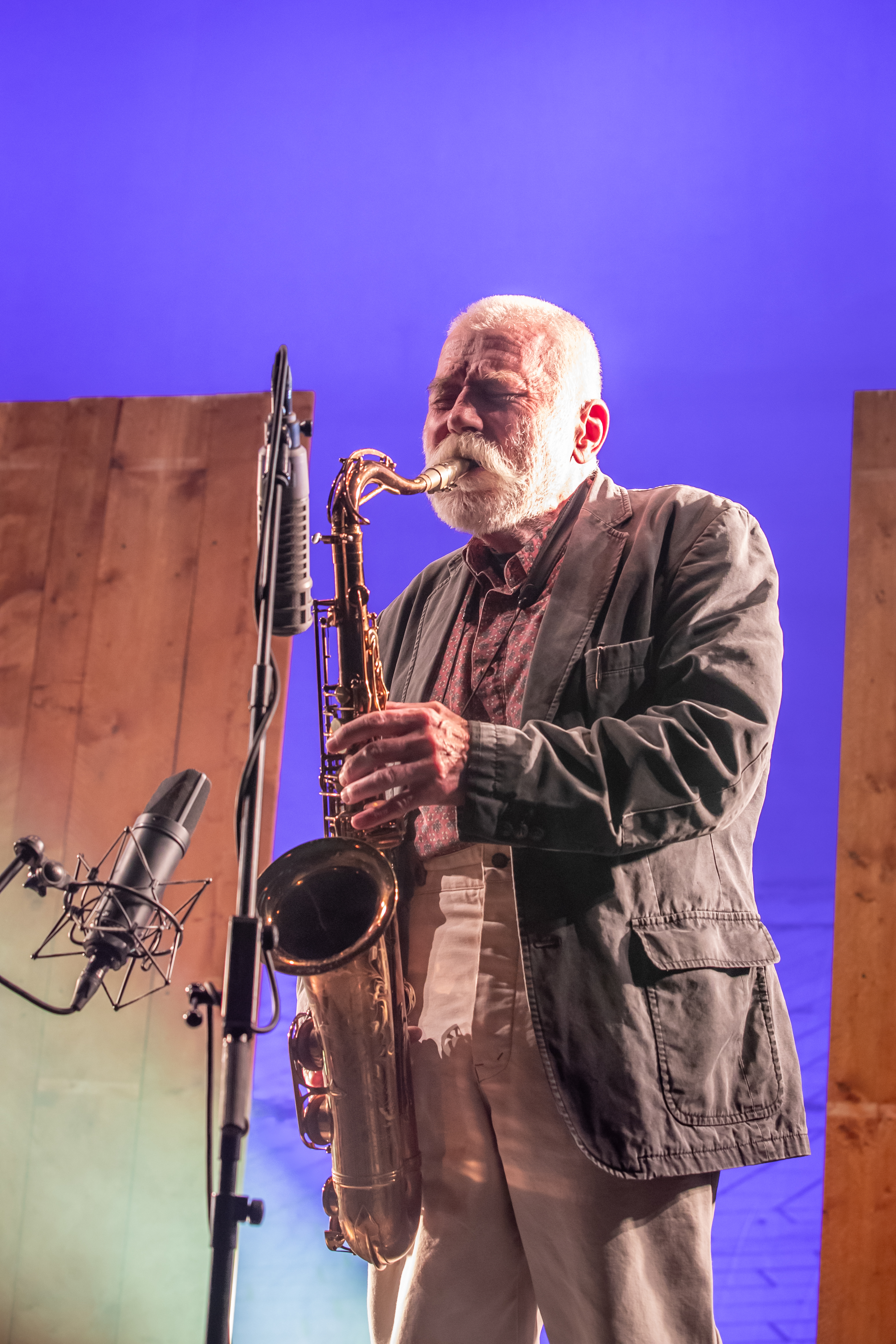
Peter Brötzmann beim Moers Festival 2018

Peter Brötzmann (* 6. März 1941 in Remscheid; † 22. Juni 2023 in Wuppertal) war ein deutscher Jazzmusiker, der großen Einfluss auf den europäischen Free Jazz hatte. „Von allen Jazzinnovatoren ist er derjenige, der am radikalsten mit allen Traditionen gebrochen hat – nicht nur des Jazz, sondern des Musizierens überhaupt.“ Er war – aus der Fluxusbewegung kommend – ein experimentierfreudiger Saxophonist, der gelegentlich auch Klarinette sowie Tárogató spielte. Insbesondere dem Basssaxophon – einem sonst eher selten eingesetzten Instrument – wurde durch Brötzmann neue Beachtung im Jazz geschenkt. Für Brötzmanns markante und energetische Spielweise entstand in Free-Jazz-Zirkeln der Begriff „brötzen“.

## Leben und Wirken

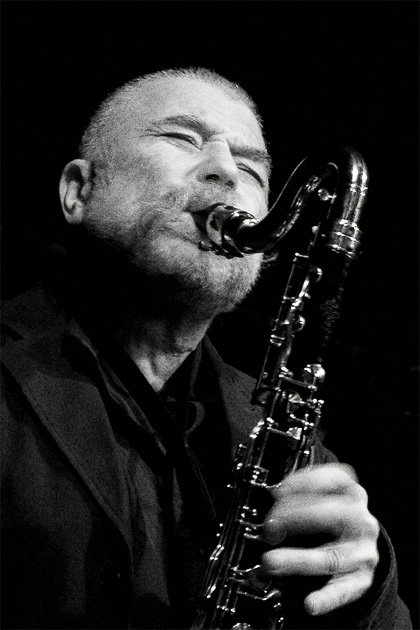
Peter Brötzmann (Die Röhre, Moers, 2006)

Brötzmann lernte als Neunjähriger Klarinette, war aber als Musiker im Wesentlichen Autodidakt. Mit siebzehn Jahren begann er an der Werkkunstschule in Wuppertal ein vierjähriges Kunststudium. Nebenher arbeitete er als Grafiker, spielte in verschiedenen Bands Klarinette oder Tenorsaxophon und begann sich Anfang der 1960er Jahre für den freien Jazz zu interessieren. In den frühen 60er Jahren begegnete er häufig Eric Dolphy und lernte von ihm. 1961 gründete er mit Peter Kowald und Dietrich Rauschtenberger ein Trio. Brötzmann spielte auf den einschlägigen Festivals, arbeitete 1966 in Paris mit Michael Mantler, Carla Bley und Aldo Romano, mit denen er auch auf Tournee ging. Er gehörte zu den Gründungsmitgliedern des Globe Unity Orchestra. Seine 1968 mit einem Oktett eingespielte Schallplatte Machine Gun gilt als eines der provozierendsten Werke der modernen Jazzgeschichte Europas. Ab Ende der 1960er arbeitete er mehrere Jahre im Trio mit Fred Van Hove und Han Bennink. „Seine Musik war wild, ungestüm, aufbegehrend, rau-ungeschliffen, energiegeladen, ausdrucksgierig und wahrhaftigkeitsversessen. Jeder Ton ein Statement. Es war Musik mit viel Puste und gehörig Lust am Sound.“
Brötzmann war einer der Gründer des Plattenlabels Free Music Production in Berlin. Bis in die 1980er Jahre trat er regelmäßig beim Total Music Meeting auf, 1973, 1979, 1980 sowie 1984 auch bei den offiziellen Berliner Jazztagen. In der Zusammenarbeit mit Harry Miller und Louis Moholo gewann „rhythmische Energie als zentrales Antriebsmoment“ ein „Übergewicht über die theatralische, von dadaistischen Episoden durchzogene Aufführungspraxis“ der 1970er Jahre.

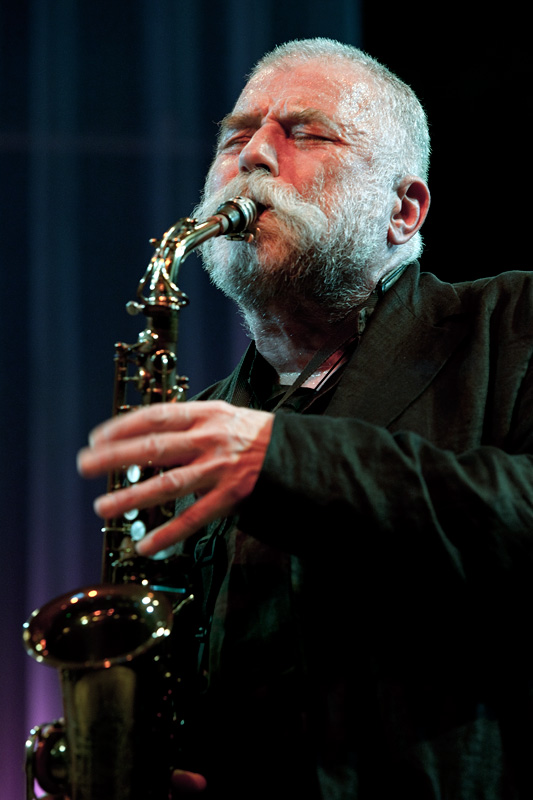
Peter Brötzmann, mœrs festival 2010

Brötzmann war ab Beginn der 1980er Jahre regelmäßig in den USA und Japan präsent, in wechselnden Trios und größeren Besetzungen, häufig  in Duo-Konstellationen. Ab 1981 arbeitete er auch sporadisch mit Bernd Klötzer zusammen. 1986 wurde er neben Sonny Sharrock und Ronald Shannon Jackson Mitglied von Bill Laswells Jazznoisegruppe Last Exit, mit der er mehrere Alben einspielte. Seit dieser Zeit, vor allem in den 1990er Jahren, gewann Brötzmann überraschend große Popularität in den USA.
Mit Ken Vandermark (sax, cl) aus Chicago und dem Schweden Mats Gustafsson (sax) als Kerngruppe seines Chicago Tentetts spielte er ab 2002 im Generationen übergreifenden Trio Sonore. 2004 formierte sich Brötzmann mit Michael Wertmüller (dr) und Marino Pliakas (b) zum Trio Full Blast. Ab 2016 spielte er mit der amerikanischen Pedal-Steel-Gitarristin Heather Leigh in einem Duo (2017 auch zum Trio erweitert um den Trompeter Toshinori Kondō).
Peter Brötzmanns Sohn, Caspar Brötzmann, ist ebenfalls Musiker. Im Rahmen einer Live-Aufnahme des Peter Brötzmann Tentets' 1992 in Wuppertal wirkte Caspar als ein Zehntel des Line-ups mit. Vater und Sohn spielten gemeinsam das Album Last Home ein. Brötzmann kuratierte im November 2011 die 25. Ausgabe des Unlimited Festivals in Wels und trat dort an vier Tagen mit den unterschiedlichsten Besetzungen auf: mit Musikern der Chicagoer und der New Yorker Szene sowie mit den Japanern Masahiko Sato und Michiyo Yagi. Das Festival war Monate zuvor ausverkauft und wurde mit der 5-CD-Box Long Story Short dokumentiert.

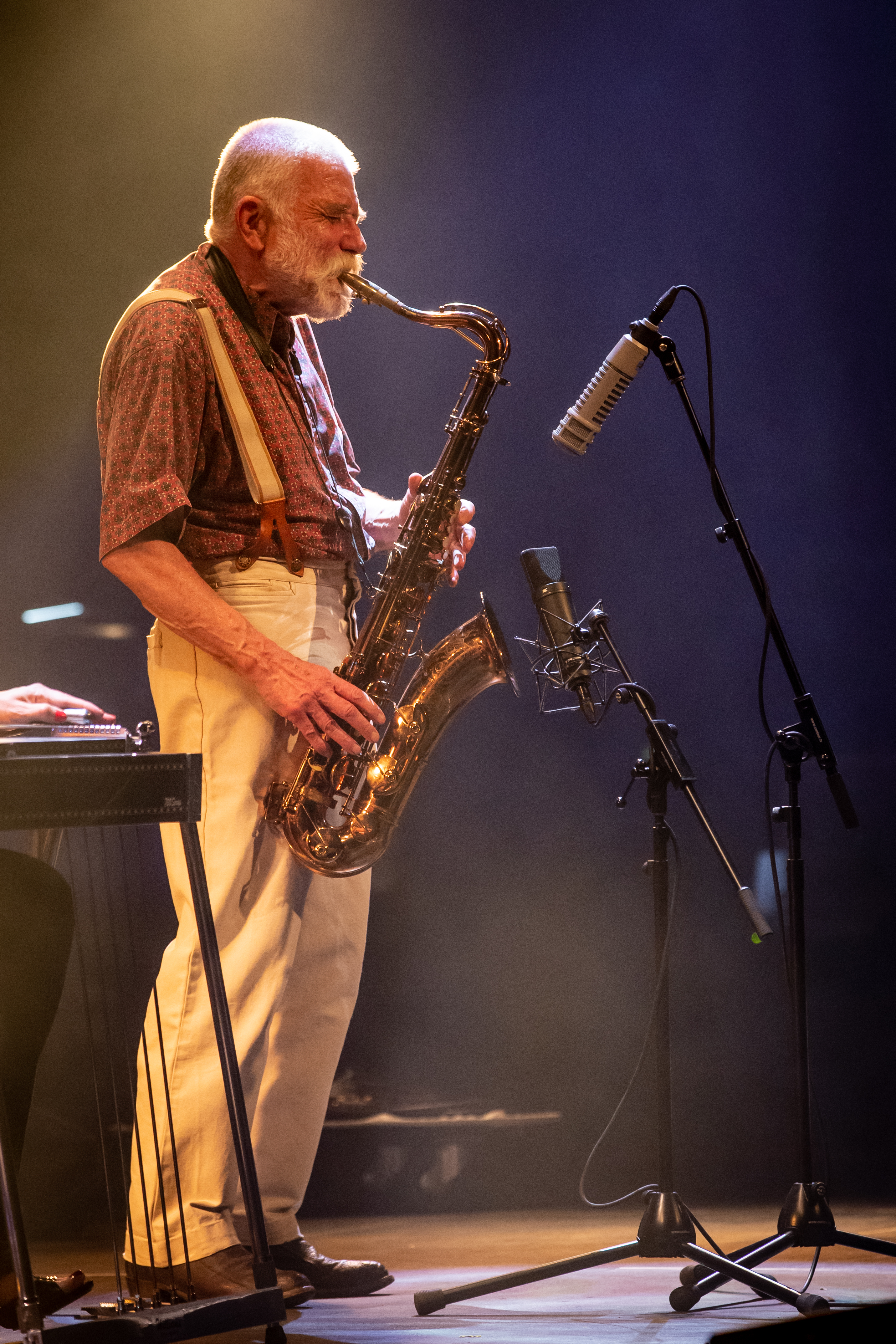
Peter Brötzmann beim Moers Festival 2018

Aufsehen erregte 2020 seine Veröffentlichung I Surrender Dear, denn „der wildeste Mann des bundesdeutschen Jazz … spielt Evergreens.“

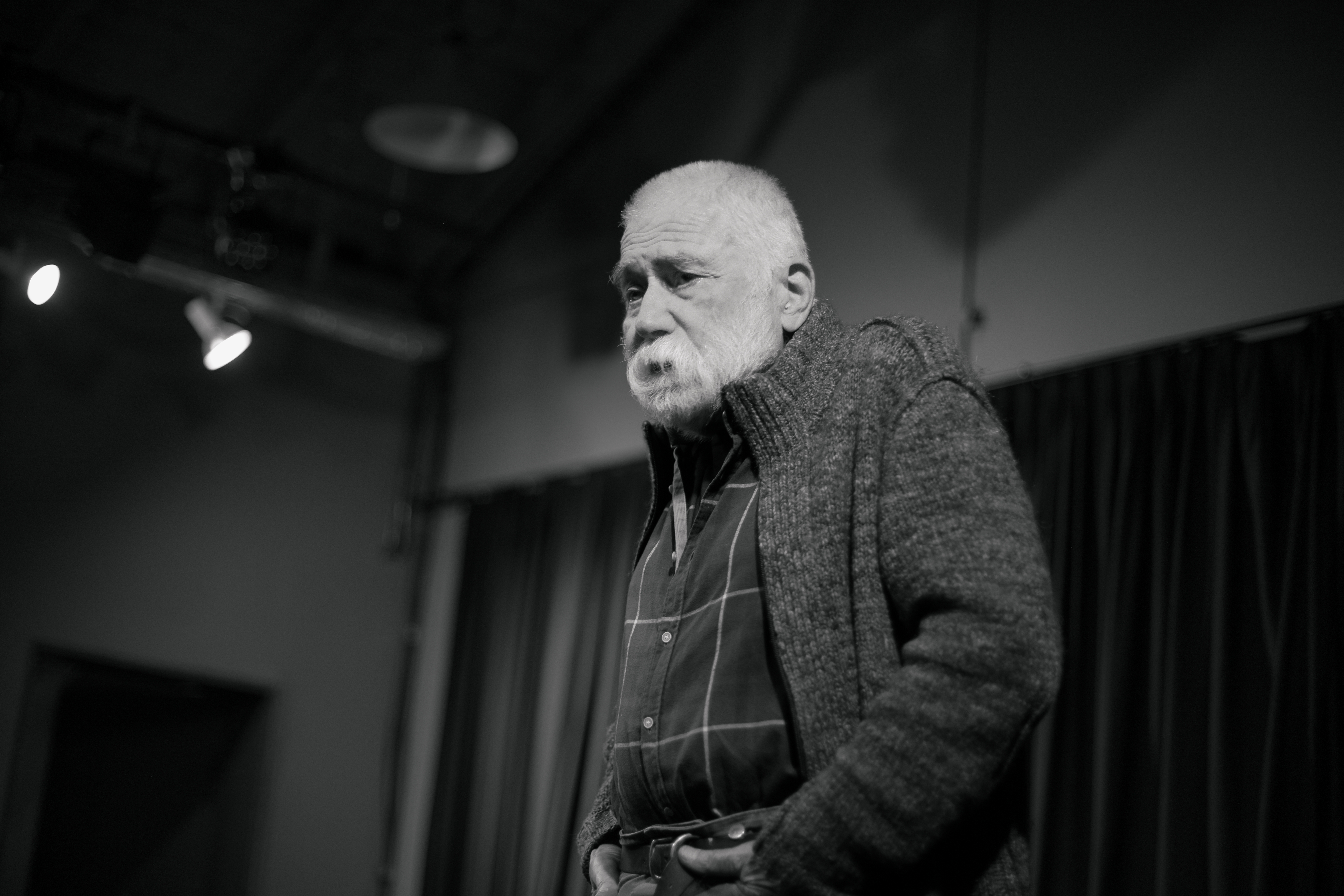
Peter Brötzmann im Januar 2023 im club W71

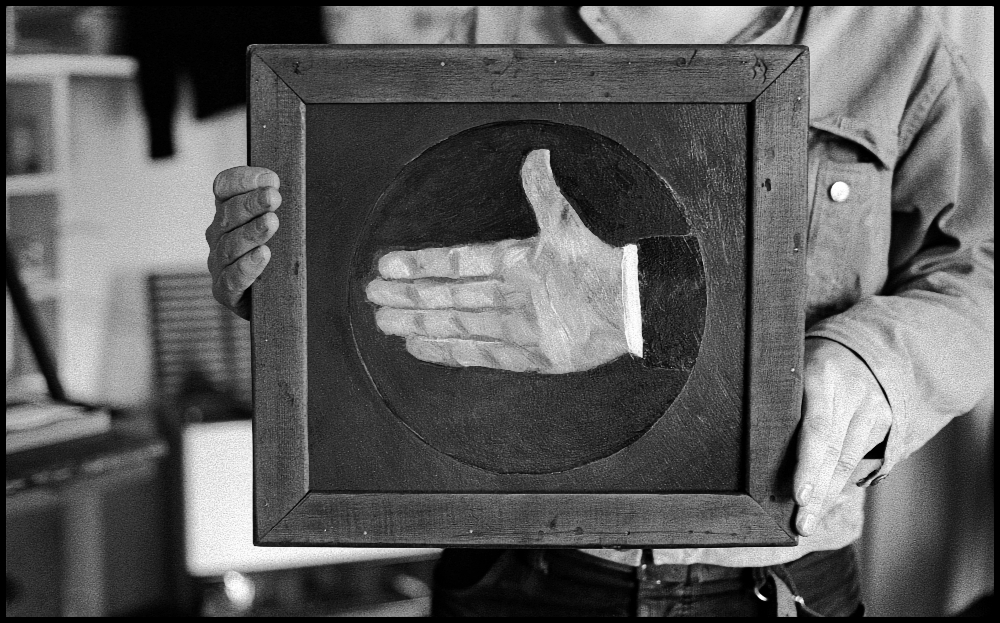
Kunstwerk von Brötzmann

Neben seiner Karriere als Musiker arbeitete er als Maler, Grafiker, Designer und Objektkünstler mit Ausstellungen in Deutschland (u. a. Akademie der Künste Berlin 1979 mit Han Bennink), Schweden, den USA (u. a. Chicago), Österreich, den Niederlanden und Australien. Anfang der 1960er Jahre war er in Wuppertal und Amsterdam Assistent von Nam June Paik bei dessen frühen Installationen und nahm an Fluxus-Aktionen in Deutschland und Amsterdam teil. 1984 stellte er im Kunstverein Ingolstadt aus. Am 4. März 2021 kam sein Kunstbuch Along the way: Artwork from 2012 to 2020 im österreichischen Trost Verlag in englischer Sprache heraus. Es enthält neben seinen eigenen Texten Beiträge von Thomas Millroth, John Corbett, Markus Müller, Sotiris Kontos, Stephen O’Malley, Heather Leigh und Karl Lippegaus. Von Mai bis Juni 2021 war in der Einzelausstellung Along The Way das künstlerische Werk von Peter Brötzmann in der Galerie JUBG in Köln zu sehen. Gezeigt wurden Objekte, Zeichnungen und Gemälde aus den letzten 40 Jahren.
Brötzmann, der langjährig an der Lungenkrankheit COPD litt, gab Konzerte, bei denen die Zuhörer keine Beeinträchtigungen in seinem kraftvollen Spiel feststellten. Nach Konzerten in Warschau und London im März 2023 kam es zu einem Zusammenbruch, der eine „Re-Animation“ erforderlich machte. Am 22. Juni 2023 starb er im Schlaf an den Folgen von COPD.

## Ehrungen
Im Jahr 2005 wurde Brötzmann der Von der Heydt-Kulturpreis der Stadt Wuppertal verliehen, nachdem er bereits 1971 den Förderpreis dieses Kulturpreises erhalten hatte.
Auf dem New Yorker Vision Festival 2011 erhielt er den Lifetime Achievement Award. Im selben Jahr wurde er für sein Lebenswerk mit dem Deutschen Jazzpreis ausgezeichnet.
Im Jahr 2021 erhielt Brötzmann gemeinsam mit Nils Petter Molvær den Europäischen Filmpreis für die Musik in dem Historiendrama Große Freiheit. 2022 wurde ihm von der Jury des Preises der deutschen Schallplattenkritik der Ehrenpreis zugedacht als einer Persönlichkeit aus der Musikwelt, die in ihrem Wirkungskreis neue Maßstäbe gesetzt hat und ihren individuellen Weg ging, Hörgewohnheiten veränderte und Maßstäbe setzte im Avantgarde-Jazz.

## Diskografie (Auswahl)
- For Adolphe Sax (1967, mit Peter Kowald und Sven-Åke Johansson) (FMP)/Atavistic
- Machine Gun (1968, mit Willem Breuker, Evan Parker, Fred Van Hove, Peter Kowald, Buschi Niebergall, Han Bennink, Sven-Åke Johansson)
- The End (1971, mit Van Hove, Bennink und Albert Mangelsdorff)
- Brötzmann/Van Hove/Bennink (1973)
- Brötzmann, Aaltonen, Kowald, Vesala: Hot Lotta (1973, CD 2011)
- Brötzmann/Solo (1976) (FMP) 0360
- Peter Brötzmann / Misha Mengelberg / Han Bennink 3 Points and a Mountain … Plus (1979)
- Opened, but Hardly Touched (1980; mit Harry Miller und Louis Moholo)
- Low Life (1987, mit Bill Laswell)
- Réservé (1988, mit Barre Phillips und Günter Sommer)
- No Material (1989, mit Ginger Baker, Nicky Skopelitis, Sonny Sharrock, und Jan Kazda)
- Die Like a Dog Quartet Little Birds Have Fast Hearts (1997, mit Toshinori Kondō, William Parker und Hamid Drake)
- Short Visit to Nowhere (2002), mit dem Chicago Tentet
- Tales Out of Time (2004, u. a. mit Joe McPhee)
- Signs (2004), mit dem Chicago Tentet
- Be Music, Night (2005, mit dem Chicago Tentet featuring Mike Pearson)
- Brötzmann-Pliakas-Wertmüller Full Blast (2006)
- Joe McPhee / Peter Brötzmann / Kent Kessler / Michael Zerang: Guts (2006)
- Peter Brötzmann & Paal Nilssen-Love: SweetSweat (2008)
- Berg- und Talfahrt: A Night in Sana'a (2009, mit Michael Zerang, Abdul-Aziz Mokrid, Khalid Barkosch, Achmed Al-Khalidy, Ali Saleh, Yasir Al-Absi)
- Joe McPhee, Peter Brötzmann, Kent Kessler, Michael Zerang: The Damage Is Done (2009)
- Peter Brötzmann, Johannes Bauer, Mikołaj Trzaska: Goosetalks (2010)
- Paal Nilssen-Love, Michiyo Yagi, Peter Brötzmann: Volda (2010)
- 3 Nights in Oslo (2010), mit dem Chicago Tentet +1
- Long Story Short (2011; Preis der Deutschen Schallplattenkritik)
- Full Blast & Friends: Sketches and Ballads (2012)
- Ada Trio + Steve Noble: Oto (2013)
- Paal Nilssen-Love/Brötzmann A Fish Stinks from the Head (2013)
- Peter Brötzmann & ICI Ensemble Beautiful Lies (2016)
- Sparrow Nights (2018), mit Heather Leigh
- Big Bad Brötzmann Quintet Karacho! (2019, mit Oliver Schwerdt, John Edwards, John Eckhardt und Christian Lillinger)
- Peter Brötzmann, Alexander von Schlippenbach, Han Bennink: Fifty Years After… Live at the Lila Eule 2018 (Trost, 2019)
- I Surrender Dear (2019, solo)
- Historic Music Past Tense Future (2002, ed. 2022), mit Milford Graves & William Parker
- An Eternal Reminder of Not Today / Live at Moers (2022), mit Oxbow
- Peter Brötzmann, Heather Leigh, Fred Lonberg-Holm: Naked Nudes (Trost, 2023)
- Peter Brötzmann / Sabu Toyozumi: Triangle: Live at OHM, 1987 (2023)
- Peter Brötzmann / Paal Nilssen-Love: Chicken Shit Bingo (Trost, 2024)
- Peter Brötzmann / Toshinori Kondō / Sabu Toyozumi: Complete Link (NoBusiness, 2024)
- Peter Brötzmann / John Edwards / Steve Noble / Jason Adasiewicz: The Quartet, Cafe Oto, London, February 10 & 11, 2023 (Otoroku, 2025)

## Schriften
- Christoph J. Bauer, Peter Brötzmann: Brötzmann. Gespräche. Mit einem Essay von Christoph J. Bauer. Posth Verlag, Berlin 2012, ISBN 978-3-944298-00-9.
- We Thought We Could Change the World. Conversations with Gérard Rouy. Wolke Verlag, Hofheim am Taunus 2014, ISBN 978-3-95593-047-9.
- Brötzmann. Graphic Works 1959–2016. Wolke Verlag, Hofheim am Taunus 2016, ISBN 978-3-95593-075-2.
- Along the Way: Artwork from 2012 to 2020. Wolke Verlag, Hofheim am Taunus 2021, ISBN 978-3-95593-253-4.

## Filmografie (Auswahl)
- Rage!, Regie: Bernard Josse (F 2011)
- Brötzmann. Filmproduktion Siegersbusch, Regie: René Jeuckens, Thomas Mau und Grischa Windus (Kino, DVD, D/UK 2011)
- Rohschnitt – Peter Brötzmann. Eine Jazz-Odyssee, von Wuppertal bis China. 89 min. Regie: Peter Sempel (Kino 2014).

### Einzelbeiträge
- Ralf Dombrowski: Peter Brötzmann – Tribute by / Nachruf von Ralf Dombrowski. London Jazz News, 27. Juni 2023 (englisch).
- Wolf Kampmann: Peter Brötzmann: Der letzte Romantiker. In: Jazz thing 149.
- Andrian Kreye: Unter Hochdruck: Zum Tod von Peter Brötzmann. Süddeutsche Zeitung, 23. März 2023.
- Ben Beaumont Thomas: Peter Brötzmann, legend of free jazz, dies at 82. The Guardian, 23. Juni 2023 (englisch).
- Wolfgang Sandner: Der sanfte Wüterich. Frankfurter Allgemeine Zeitung, 23. Juni 2023.
- Matthew Strauss: Peter Brötzmann, Free Jazz Saxophonist, Dies at 82. Pitchfork Media, 23. Juni 2023 (englisch).

### Biographien
- Daniel Spicer: Peter Brötzmann. Free-Jazz, Revolution and the Politics of Improvisation. Repeater Books, London 2025, ISBN 978-1-915672-40-7.

### Lexigraphische Einträge
- Wolf Kampmann (Hrsg.), unter Mitarbeit von Ekkehard Jost: Reclams Jazzlexikon. Reclam, Stuttgart 2003, ISBN 3-15-010528-5.
- Martin Kunzler: Jazz-Lexikon. Band 1: A–L (= rororo-Sachbuch. Bd. 16512). 2. Auflage. Rowohlt, Reinbek bei Hamburg 2004, ISBN 3-499-16512-0.